# استانویک، نورث‌همپتون‌شر
استانویک (به انگلیسی: Stanwick) یک روستا و محله مدنی در بریتانیا است که در East Northamptonshire واقع شده‌است. استانویک ۱٬۹۴۲ نفر جمعیت دارد.